# Евальд Радемахер
Евальд Радемахер (нім. Ewald Rademacher; 1 грудня 1917, Райне — 17 грудня 1944, Атлантичний океан) — німецький офіцер-підводник, капітан-лейтенант крігсмаріне.

## Біографія
3 квітня 1937 року вступив на флот. З квітня 1939 року — офіцер взводу на лінкору «Гнайзенау». З травні 1940 року — ад'ютант в 27-й флотилії підводних човнів. З жовтня 1940 року — вахтовий офіцер на плавучій базі підводних човнів «Вільгельм Бауер». В березні-серпні 1943 року пройшов курс підводника, в серпні-листопаді — курс командира підводного човна. З 23 грудня 1943 року — командир підводного човна U-772, на якому здійснив 2 походи (разом 84 дні в морі). 17 грудня 1944 року U-772 був потоплений в Кельтському морі південніше міста Корк (51°16′ пн. ш. 08°05′ зх. д.) глибинними бомбами британського фрегата «Ньясаленд». Всі 48 членів екіпажу загинули.

## Звання
- Кандидат в офіцери (3 квітня 1937)
- Морський кадет (21 вересня 1937)
- Фенріх-цур-зее (1 травня 1938)
- Оберфенріх-цур-зее (1 липня 1939)
- Лейтенант-цур-зее (1 березня 1940)
- Оберлейтенант-цур-зее (1 вересня 1941)
- Капітан-лейтенант (1 жовтня 1944)